# 프라그모네마과
프라그모네마과(Phragmonemataceae)는 마디털홍조강 마디털목에 속하는 홍조류과의 하나이다. 2속 2종으로 이루어져 있다.

## 하위 분류
- 글라우코네마속 (Glauconema) - 유일종 G. ramosum은 이제 마디털과 크루닥틸론속 (Chroodactylon)에 속하는 종(C. ornatum)의 이명으로 간주한다.
- Kneuckeria Schmidle, 1905 - 유일종 K. pulchra
- Kyliniella Skuja, 1926 - 유일종 K. latvica Skuja, 마디털과로 분류하기도 한다.
- 프라그모네마속 (Phragmonema) Zopf, 1882 - 유일종 P. sordidum